# Jacques Aumont

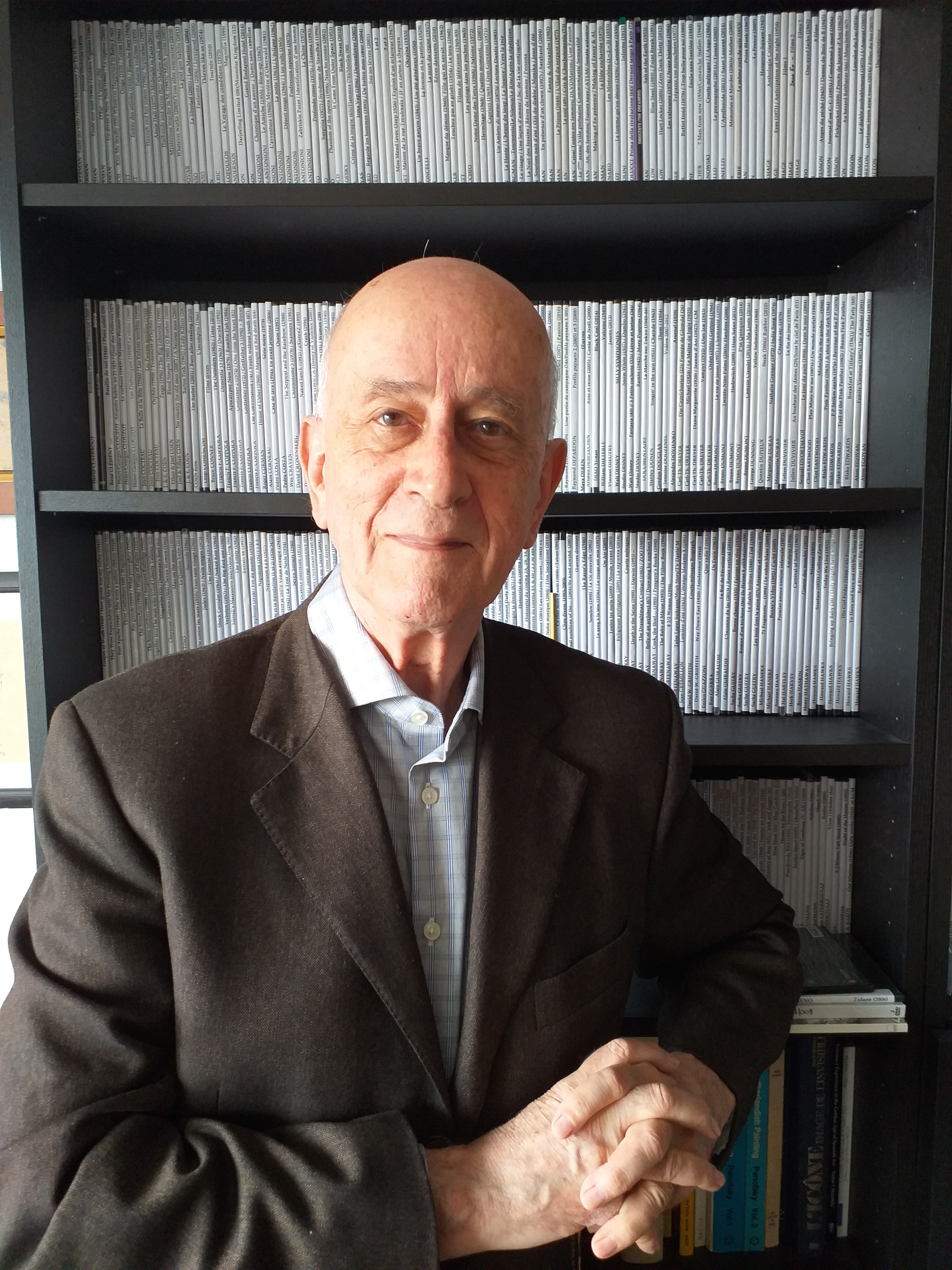
Jacques Aumont

Jacques Aumont (* 25. Februar 1942 in Avignon, Frankreich) ist ein französischer Akademiker. Er gilt als einer der Begründer der Filmwissenschaft als universitäre Disziplin.

## Leben
Er wurde in Avignon geboren und absolvierte zunächst eine Ausbildung zum Ingenieur an der École Polytechnique und der École Nationale Supérieure des Télécommunications. Später ging er ans ORTF und arbeitete da zuerst in der Planungsabteilung. Später wechselte er in die Forschungsabteilung und begann zeitgleich mit seiner redaktionellen Tätigkeit beim Cahiers du cinéma.
Zu Beginn der 1970er Jahre verließ er das ORTF und begann seine Lehrtätigkeit an der neu geschaffenen Abteilung für Filmwissenschaften der Universität Paris III. Nach einem Abstecher nach Lyon kehrte er 1983 nach Paris zurück, wo er später zum ordentlichen Professor ernannt wurde und bis zu seiner Emeritierung 2009 blieb. Aumont hatte Gastprofessuren an zahlreichen Universitäten inne. Weiter war er Gründer und Leiter des Collège d'Histoire de l'Art Cinématographique. Jacques Aumont organisierte dort fast zwanzig Jahre lang (1991–2008) Vortragsprogramme, von denen die meisten anschließend in Sammlungen veröffentlicht wurden. Er saß auch in mehreren Jurys von Filmfestivals.

## Forschung
Jacques Aumont war einer der ersten Filmwissenschaftler und setzte sich zusammen mit Michel Marie, Roger Odin und Marc Vernet für die institutionelle Anerkennung seines Faches an der Paris III ein. Ebenso kämpfte er für die Rationalisierung der Lehrpläne und die Entwicklung der Forschung.
Aumont versteht Film als eine „figurative Kunst“. Sie fordert zur "Reflexion über das Spezifikum filmischer Gestaltung und ihres Verhältnisses zu Zeit, Raum und Welt" auf. Vor allem in der Geschichte der Malerei suchte er nach der Macht des Bildes und seinen Ursprüngen. Dabei interessierte es ihn, wie und worüber Film reflektiert und wie filmische Fiktion im Gegensatz zu anderen Formen der Fiktion funktioniert. Neben den wissenschaftlichen Publikationen war Aumont als Filmkritiker und Redakteur bei diversen Zeitschriften tätig.

## Auszeichnungen
Jacques Aumont wurde 2019 mit dem Balzan-Preis ausgezeichnet. Das Komitee begründete seine Wahl wie folgt: „Für seine Rolle bei der Begründung der Filmwissenschaft als universitärer Disziplin. Für seine Leistung bei der Bestimmung des Konzepts der Filmästhetik und insbesondere der filmischen Bildlichkeit. Für seinen Beitrag zur Interpretation der „Sprache“ des Kinos und seiner Geschichte.“

## Schriften
- Moderne? Comment le cinéma est devenu le plus singulier des arts. Paris. Cahiers du cinéma 2007.
- Le Cinéma et la mise en scène. Paris. Nathan 2006.
- Matières d'images. Paris. Éditions Images Modernes 2005.
- Ingmar Bergman, mes films sont l’explication de mes images. Paris. Cahiers du cinéma 2003.
- Les Théories des cinéastes. Paris. Nathan 2002.
- Amnésies. Fictions du cinéma d’après Jean-Luc Godard. POL 1999.
- De l’esthétique au présent. Brussels/Paris. De Boeck et Larcier 1998.
- À quoi pensent les films. Paris. Séguier 1997.
- Introduction à la couleur, des discours aux images. Paris. Armand Colin 1994.
- Du visage au cinéma. Paris. Éditions de l'Étoile 1992.
- L’image. Paris. Nathan 1990.
- L'œil interminable. Paris. Librairie Séguier 1989, 1995.
- Montage Eisenstein. Paris. Albatros 1979, 2005.